# 1121 w polityce

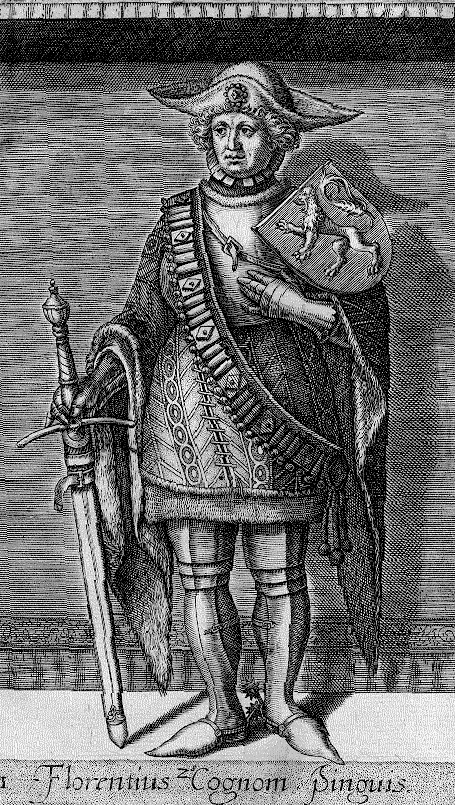
Floris II Gruby

Wydarzenia polityczne w 1121 roku.

## Wydarzenia
- Gruzini pokonali Seldżuków w bitwie pod Digori[1].
- Wyprawa Bolesława Krzywoustego na Szczecin[1].

## Zmarli
- 2 marca Floris II Gruby, hrabia Holandii[2].